# تاردوش شاد
تاردوش شاد (چینی: 達頭设; پین‌یین: Dátóu Shè) یبغوی تخارستان و پسر تون جبغو خان خاقان ترک‌های غربی بود. او در سال ۶۲۵ میلادی به تخارستان حمله کرد و شاهزاده نشینی بادغیس، کاپیسا، گندهارا، گوزگان، بامیان، شغنان، قبادیان، چغانیان، واخان و زابلستان هپتالیان را شکست داده، دودمان جدید یبغوهای تخارستان را تاسیس کرد.
به نقل از شوان‌زانگ چینی، تاردو از خاندان آشینا بود و دختر حکمران قره‌خواجه را به زنی داشت. او نامه‌ی از قه‌وینتی، برادر زن تاردو را به همراه آورده بود و تاردو نیز شوان‌زانگ را راهنمایی کرد تا از بلخ بازدید کند و از صومعه‌های بودایی آنجا دیدن کند. هنگام اقامت شوان‌زانگ در تخار، تاردو مریض بود و پسرش ایشبارا تگین، به همکاری نامادری‌اش تاردو را زهر داد و قدرت را در سال ۶۳۰ میلادی به عهده‌گرفت.